# Метилирование ДНК

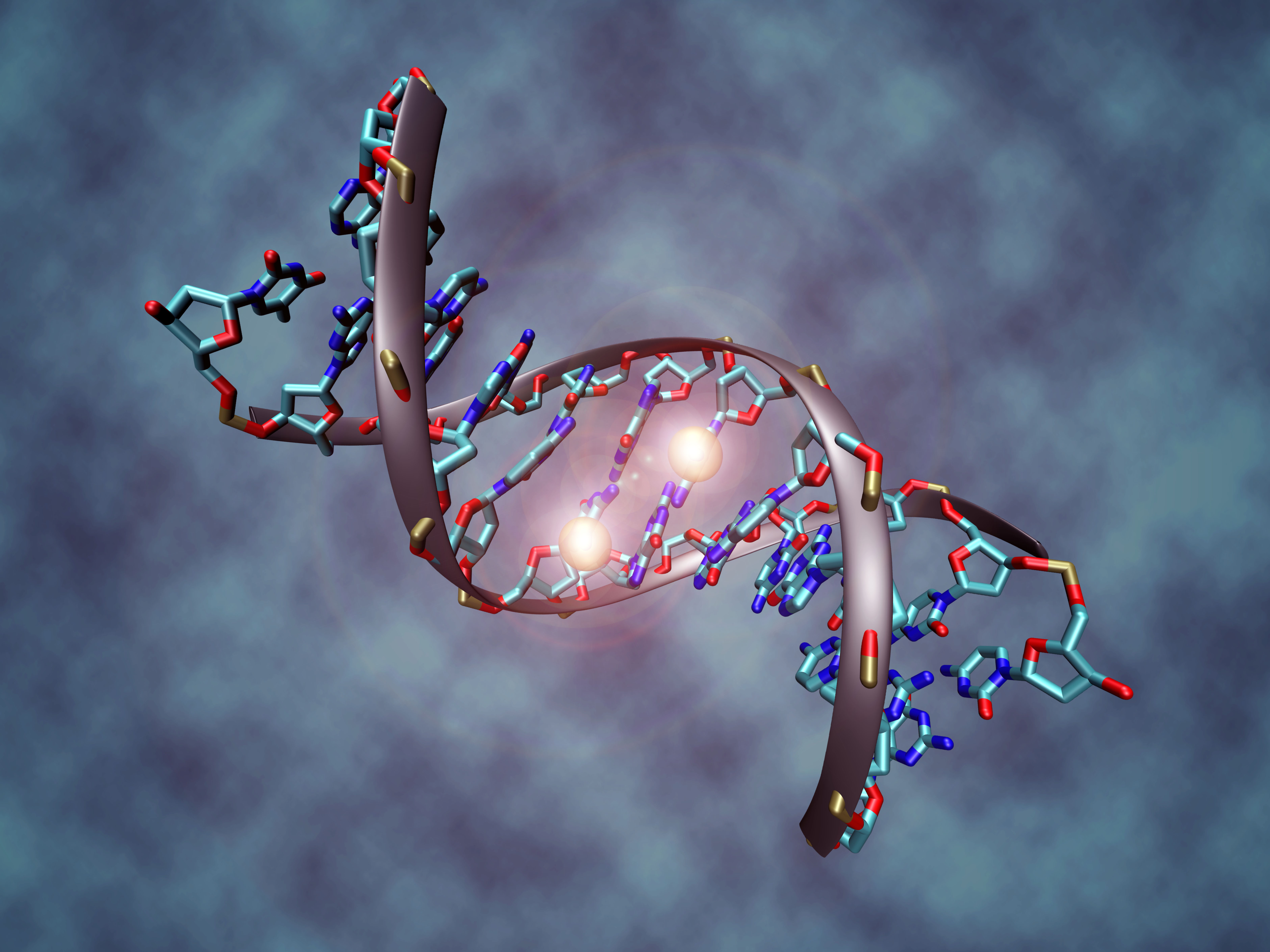
Отрезок молекулы ДНК, в центре которого находятся два симметрично (по обеим цепям) расположенных метилцитозина в составе CpG-динуклеотидов.

Метилирование ДНК — модификация молекулы ДНК без изменения самой нуклеотидной последовательности ДНК, что можно рассматривать как часть эпигенетической составляющей генома.
Метилирование ДНК заключается в присоединении метильной группы к цитозину в составе CpG-динуклеотида в позиции С5 цитозинового кольца. Метилирование в промоторной зоне оперона, как правило, приводит к подавлению соответствующего гена (генов). Метилированный цитозин может затем окисляться особыми ферментами, что в конечном итоге приводит к его деметилированию обратно в цитозин.
Метилирование ДНК считается, в основном, присущим эукариотам. У человека метилировано около 1 % геномной ДНК. В соматических клетках взрослого организма метилирование ДНК обычно происходит в CpG-динуклеотидах; метилирование ДНК вне CpG-динуклеотидов встречается в эмбриональных стволовых клетках.

Более того, метилирование ДНК вне CpG-динуклеотидов является  отличительной чертой эпигенома плюрипотентных стволовых клеток, а снижение не-CG-метилирования связано с нарушением способности к дифференцировке в энтодермальные линии клеток
У растений метилирование цитозина происходит как симметрично по обеим цепям (на CpG или CpNpG), так и асимметрично лишь на одной из двух цепей (на CpNpNp, где N обозначает любой нуклеотид).

## Метилирование ДНК у млекопитающих
Около 60—70 % всех CpG-динуклеотидов у млекопитающих метилированы. Неметилированные CpG-динуклеотиды сгруппированы в так называемые CpG-островки, которые присутствуют в 5’-регуляторных областях многих генов. Различные заболевания, например рак, сопровождаются начальным аномальным гипометилированием ДНК и последующим гиперметилированием CpG-островков в промоторных областях генов, что приводит к устойчивой репрессии транскрипции. Репрессия транскрипции в этом случае опосредована белками, которые способны связываться с метилированными CpG-динуклеотидами. Эти белки, называемые метилцитозин-связывающими белками, привлекают деацетилазу гистонов (HDAC) и другие факторы, участвующие в ремоделировании хроматина. Сформировавшийся комплекс может модифицировать гистоны, формируя конденсированную транскрипционно неактивную структуру гетерохроматина. Влияние метилирования ДНК на структуру хроматина имеет большое значение для развития и функционирования живого организма. В частности, отсутствие метилцитозин-связывающего белка 2 (MeCP2) вследствие, например, мутации в соответствующем гене, приводит к развитию синдрома Ретта у человека; инактивация метилцитозин-связывающего доменного белка 2 (Methyl-CpG binding domain protein 2 — MBD2), который участвует в репрессии транскрипции гиперметилированных генов, отмечена при онкологических заболеваниях.

### Метилирование ДНК у человека
У человека за процесс метилирования ДНК отвечают три фермента, называемые ДНК-метилтрансферазами 1, 3a и 3b (DNMT1, DNMT3a, DNMT3b), соответственно. Предполагается, что DNMT3a и DNMT3b — это метилтрансферазы de novo, которые осуществляют формирование модели метилирования ДНК на ранних стадиях развития, а также её изменения в процессе дифференцировки клеток. Существует гипотеза о том, что метилирование ДНК de novo вызывается, в частности, интерферирующими РНК при помощи РНК-зависимого метилирования ДНК — процесса, возникшего в ходе эволюции с целью репрессии мобильных элементов генома. DNMT1 является ДНК-метилтрансферазой, которая поддерживает метилированное состояние ДНК, присоединяя метильные группы к одной из цепей ДНК в точках, где другая, комплементарная ей цепь, метилирована. Предполагается, что роль ингибиторов DNMT1, регулирующих метилирование ДНК, выполняют не-полиаденилированные длинные некодирующие РНК (lncRNA)
Белок DNMT3L гомологичен другим DNMT-белкам, но не имеет каталитической активности. Вместо этого DNMT3L поддерживает de novo-метилтрансферазы, способствуя связыванию этих ферментов с ДНК и стимулируя их активность.
Важными этапами в развитии злокачественных новообразований является предварительное гипометилирование ДНК и последующая инактивация генов-супрессоров опухолевого роста. В случае, когда инактивация была обусловлена метилированием промоторной области гена, проводились эксперименты по возобновлению экспрессии путём ингибирования DNMT. 5-aza-2'-дезоксицитидин (децитабин) является нуклеозидным аналогом, ингибирующим DNMT-метилтрансферазы. Механизм действия препарата основан на ковалентном связывании фермента в комплексе с ДНК, что делает невозможным выполнение ферментом своей функции и приводит к деградации метилтрансферазы. Однако для того, чтобы децитабин был активен, он должен встроиться в геном клетки, но это, в свою очередь, может вызвать мутации в дочерних клетках, если клетка не погибает и продолжает деление. К тому же, децитабин токсичен для костного мозга, что сужает область его терапевтического применения. Эти ограничения привели к интенсивному поиску методов терапевтического воздействия, основанных на использовании «антисмысловых» РНК, которые противодействуют DNMT посредством деградации её мРНК и, следовательно, блокируют трансляцию.
Возможность осуществить избирательно деметилирование гена и таким образом изменить его экспрессию даёт открытие, так называемой, экстракодирующей РНК (extracoding RNA), которая способна связываться с DNMT1, блокируя его способность осуществлять метилирование конкретного гена. Тем не менее, по-прежнему остаётся открытым вопрос о том, является ли ингибирование функции DNMT1 достаточным условием для увеличения экспрессии генов-супрессоров, негативная регуляция транскрипции которых осуществляется метилированием ДНК.
Анализ персональных транскриптомов и метилломов человека показал, что корреляция между метилированием и экспрессией генов наблюдается только у менее 20% генов
Янг с соавт. разработали эффективный метод избирательного целевого деметилирования конкретных CpG в клетках человека с использованием объединённого путём молекулярной инженерии избирательно связывающего ДНК домена TALE (англ. transcription activator-like effector) и каталитического домена TET1 (англ. tet methylcytosine dioxygenase 1) гидроксилазы, катализирующего превращение 5-метилцитозина в 5-гидроксиметилцитозин.
Используя эту объединённую молекулу TALE-TET1, они показали, что деметилирование определённых CpG промотора может привести к существенному увеличению экспрессии соответствующих генов человека. Значительно упростит создание избирательных деметилаз разработка фермента на основе инактивированной молекулы dCas9 (не способной разрезать ДНК). Это позволит направлять деметилазу на выбранные для активации гиперметилированные генные промоторы с помощью направляющей РНК.
Разработана среда, которая вызывает гипометилирование ДНК в клетках in vitro. Эта среда, называемая 2i, содержит два низкомолекулярных ингибитора, один из которых ингибирует сигнальный путь ERK1 / 2, а другой Gsk3β. Она широко используется для перепрограммирования и поддержания плюрипотентного состояния клеток.

#### Изменения метилирования ДНК при старении
Ещё в 1970-х годах в работах Ванюшина и ряда других сотрудников биофака МГУ была выявлена взаимосвязь этапов индивидуального развития и старения животных и человека с изменениями такой ферментативной модификации как метилирование ДНК. За цикл работ «Метилирование ДНК — эпигенетический контроль за генетическими функциями организма» Ванюшину была вручена премия имени А. Н. Белозерского.
В настоящее время хорошо известно, что ландшафт метилирования геномной ДНК изменяется в зависимости от возраста. Этот процесс, называемый «эпигенетическим дрейфом», тесно связан с хронологическим возрастом и вместе с тем, по утверждению некоторых авторов, не является маркером репликативного клеточного старения, так как обнаруживается и в «не стареющих» стволовых клетках. Для репликативного клеточного старения найдены несколько иные эпигенетические биомаркеры также основанные на изменении метилирования ДНК в определённых местах генома Определение эпигенетического старения по метилированию ДНК генов ITGA2B, ASPA и PDE4C позволяет определить биологический возраст человека со средним абсолютным отклонением от хронологического возраста не более 5 лет. Эта точность выше, чем возрастные прогнозы на основе длины теломер.
В процессе старения  организма человека существенно снижается  функциональный потенциал гемопоэтических стволовых клеток (ГСК), что способствует развитию у пожилых людей кроветворной патофизиологии. Это возрастное снижение числа ГСК и их способности к пролиферации, как оказалось, зависит в большей степени не от длины теломер, а от гиперметилирования ДНК генов, регулируемых Репрессорным комплексом 2 белков Polycomb.
По мнению китайских исследователей, метилирование ДНК может способствовать здоровому старению человека, регулируя гены, восприимчивые к возрастным заболеваниям. Так, например, при болезни Альцгеймера активно экспрессируется ген каспазы 3 CASP3, которая  участвует в расщеплении  белка-предшественника бета-амилоида 4A, что ведёт к гибели нейронов, тогда как у долгожителей  ген CASP3 заблокирован путём гиперметилирования участка вблизи от места инициации транскрипции этого гена. Другой пример: ген рецептора интерлейкина IL1R2 имеет низкую экспрессию в случае атеросклероза, тогда как у долгожителей его активность не снижена благодаря гипометилированному участку вблизи места инициации его транскрипции.

#### Роль метилирования в онкогенезе
Эпигенетический возраст, как выяснилось, влияет на вероятность заболеть раком. Был разработан алгоритм для вычисления эпигенетического возраста по данным метилирования ДНК крови. Алгоритм основывается на 71 маркере метилирования ДНК, которые могут меняться в зависимости от окружающей человека среды, физических упражнений и диеты. Исследование с помощью этого алгоритма коллекции образцов крови, собранных за 15 лет, показало что те, у кого эпигенетический возраст примерно на один год старше их хронологического возраста имеют на 6% больший риск заболеть раком в течение трёх лет, а те, кто примерно на 2,2 года старше своего хронологического возраста имеют на 17% повышенный риск смерти от рака в течение пяти лет.
Сопоставление данных по генотипу людей, предрасположенных к онкологическим заболеваниям, с профилем метилирования их ДНК позволило предположить, что примерно в 20% случаев наследуемого рака обнаруживается взаимосвязь между уровнем метилирования определённых локусов и полиморфизмами генов, связанных с риском заболевания раком. В частности, наблюдалась высоко значимая корреляция между уровнем метилирования CpG и экспрессией ключевых генов рака, таких как MYC, TERT, and TP63.
Около трети всех солидных опухолей связано с мутацией гена KRAS  или же с мутациями в путях связанных KRAS. KRAS, выключает фермент TET1, который способствует инактивации генов путём метилирования. TET1 катализирует начальную стадию активного железо- и альфа-кетоглутарат-зависимого деметилирования ДНК у млекопитающих - превращение 5-метилцитозина (5-MC) в 5-гидроксиметилцитозин (5-HMC) окислением 5-MC. Добавление в эти мутантные клетки TET1 активизирует гены-супрессоры опухоли, что, как оказалось, достаточно, чтобы уменьшить аномальную пролиферацию. Вместе с тем достаточно инактивировать TET1, чтобы сделать эти клетки снова злокачественными, даже без KRAS.
Важным биомаркером онкогенеза является гиперметилирование CpG-островков внутри промотора гена ZNF154 (zinc-finger protein 154). Гиперметилирование ZNF154 наблюдалось у подавляющего большинства опухолевых клеток, но отсутствовало в нормальных клетках.  Какую функцию в организме выполняет ген ZNF154 пока не ясно. Одновременно обычно наблюдается гипометилирование в двух геномных областях, связанных с Casp8 (каспаза-8) и VHL (супрессор опухолей Гиппеля-Линдау).

## Метилирование ДНК у насекомых
Уровень метилирования ДНК у излюбленного объекта генетиков Drosophila melanogaster очень низкий, что мешало исследованию его методами бисульфитного секвенирования.
Такаяма с соавт. разработали высокочувствительный метод, который позволил обнаружить, что профиль метилирования последовательностей ДНК  генома мухи очень сильно отличается от профиля метилирования генома человека, животных или растений. Метилирование генома у дрозофилы сосредоточено в определённых коротких последовательностях оснований (из 5 пар нуклеотидов), которые  богаты CA и CT, но обеднены гуанином. Кроме того оно, как оказалось, не зависит от активности DNMT2. Дальнейшее изучение метилирования ДНК у дрозофилы поможет выявлению возрастных изменений эпигенома.

## Метилирование ДНК у растений
В последнее время произошёл значительный прорыв в понимании процесса метилирования ДНК у растений, особенно у Arabidopsis thaliana. Основными метилтрансферазами ДНК у A. thaliana являются Met1, Cmt3 и Drm2, которые на уровне аминокислотной последовательности подобны вышеописанным метилтранферазам ДНК у млекопитающих. Drm2, предположительно, участвует как в метилировании ДНК de-novo, так и в поддержании метилирования на более поздних стадиях развития. Cmt3 и Met1, главным образом, выполняют функцию поддержания метилирования ДНК.
Прочие метилтрансферазы ДНК также присутствуют у растений, но их функция пока не выяснена (См. ). Считается, что специфичность метилтрансферазы в процессе метилирования ДНК модулируется при помощи РНК. Специфичные РНК-транскрипты транскрибируются с определённых участков матрицы — геномной ДНК. Эти РНК-транскрипты могут формировать двухцепочные молекулы РНК. Двухцепочные РНК, посредством регуляторных сигнальных путей, связанных либо с малыми интерферирующими РНК (siRNA), либо с микроРНК (miRNA), детерминируют локализацию метилтрансфераз ДНК на участках специфических нуклеотидных последовательностей в геноме.